# Tramin an der Weinstraße
Tramin an der Weinstraße (italià Termeno sulla Strada del Vino) és un municipi italià, dins de la província autònoma de Tirol del Sud. És un dels municipis del districte d'Überetsch-Unterland. Comprèn les fraccions de Rungg (Ronco) i Söll (Sella). L'any 2007 tenia 3.231 habitants. Limita amb els municipis d'Amblar, Kaltern an der Weinstraße, Coredo, Kurtatsch an der Weinstraße, Neumarkt, Montan, Auer, Sfruz i Pfatten.

## Situació lingüística
| Pertinença lingüística (cens 2001) | 96,64% alemany |
| Pertinença lingüística (cens 2001) | 3,20% italià   |
| Pertinença lingüística (cens 2001) | 0,17% ladí     |

## Administració

Territori comunal

| Període | Identitat         | Partit |
| ------- | ----------------- | ------ |
| 2004-   | Werner Dissertori | SVP    |